# Casa de Bismarck
La Casa de Bismarck es una familia noble alemana que saltó a la fama en el siglo XIX, a través de los logros del estadista Otto von Bismarck. Le concedieron el título hereditario de Príncipe de Bismarck en 1871, un título hereditario comital en 1865 y un título ducal, Duque de Lauenburgo. Varios de los descendientes de Otto, notablemente sus hijos Herbert, Príncipe de Bismarck y Wilhelm, Conde de Bismarck-Schönhausen, también fueron políticos.

## Historia

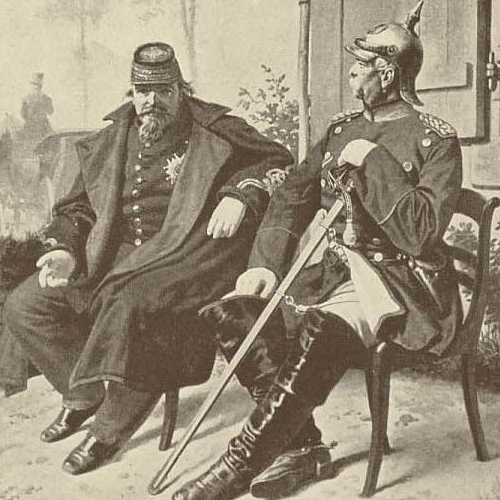
Otto von Bismarck (ubicado a la derecha) con el derrotado Napoleón III

La familia tiene sus raíces en la región de Altmark, descendiendo de un Herebord von Bismarck (m. 1280), el primer sostenedor verificable del nombre, mencionado sobre 1270 como funcionario en la ciudad de Stendal en el Margraviato de Brandeburgo. Su procedencia de la cercana localidad de Bismark (Alemania) es concebible aunque no se ha determinado aún. Su pariente Nikolaus von Bismarck  (m. 1377) fue un consejero y partidario leal del margrave Luis V de Baviera de la Casa de Wittelsbach, que luchó contra los ciudadanos rebeldes de Stendal y fue recompensado con la mansión de Burgstall en 1345. En un acuerdo con la Casa de Hohenzollern en 1562, los Bismarcks intercambiaron Burgstall con Schönhausen, situado al este del río Elba y anteriormente parte del Arzobispado de Magdeburgo, que también había estado bajo el gobierno de los Hohenzollern desde 1513.
En 1815, el miembro más famoso de la familia Junker prusiana, Otto von Bismarck, nació en la mansión Schönhausen I. Primer  ministro de Prusia desde 1862, ganó el título comital (Graf) de Bismarck-Schönhausen en 1865 y el estatus principesco hereditario de Fürst von Bismarck después de la guerra franco-prusiana en 1871, seguido por la Proclamación del Imperio alemán el 18 de enero de 1871. Sirvió como el primer canciller hasta 1890. En 1871, se le concedió el bosque de Sachsenwald cerca de Hamburgo por sus éxitos, concretamente por la unificación de Alemania. Tomó por residencia el Castillo de Friedrichsruh en el Sachsenwald. Hoy en día la superficie boscosa alcanza unas 6000 hectáreas, de las que más o menos la mitad todavía es propiedad de la Casa de Bismarck. La mansión de Friedrichsruh fue destruida por un raid de la RAF en 1945 y reconstruida después de la II Guerra Mundial. Las otras fincas del Príncipe Otto, su mansión de nacimiento Schönhausen I, la mansión Schönhausen II, que recibió como recompensa de la nación alemana en 1885, así como la finca de Varzin (hoy Warcino, Polonia) en Antepomerania, fueron expropiadas en 1945 como resultado de la toma del poder por los comunistas de la Alemania Oriental y de la expulsión de los alemanes de las provincias prusianas anexionadas por Polonia. Varias otras diferentes ramas de la familia también perdieron sus posesiones ancestrales de este modo, entre ellas las ramas de Briest y Döbbelin así como los Condes von Bismarck-Bohlen en Karlsburg, quienes habían sido elevados al rango de condes en 1818. Las fincas de Briest y Döbbelin fueron recompradas de nuevo por las respectivas ramas familiares después de la reunificación alemana de 1990.
El hijo mayor de Otto, Herbert, Príncipe von Bismarck, sirvió a su padre como Secretario de Asuntos Exteriores entre 1886 y 1890 y el hijo menor, el Conde Wilhelm von Bismarck-Schönhausen, como miembro del Reichstag y presidente de la regencia de la Provincia de Hannover. Ambos dimitieron de sus puestos después de que su padre perdiera el puesto de Canciller de Alemania en 1890. Wilhelm subsiguientemente aceptó el nombramiento como Gobernador de Prusia Oriental en 1894. El hijo mayor de Herbert, Otto Christian Archibald, Príncipe von Bismarck (1897-1975), se convirtió en diplomático y más tarde en miembro del Bundestag, mientras que el hijo pequeño Gottfried (1901-1949), fue miembro del Reichstag. El actual príncipe, Carl-Eduard von Bismarck, es también un antiguo miembro del Bundestag. 
Dos naves de la marina imperial alemana (Kaiserliche Marine), así como un buque de guerra alemán de la Segunda Guerra Mundial, fueron nombrados en honor a Otto von Bismarck. También se nombraron en su honor el mar de Bismarck y el archipiélago de Bismarck (ambos cerca de la antigua colonia alemana de Nueva Guinea alemana), así como varios lugares de Estados Unidos, entre ellos Bismarck, Dakota del Norte.

## Linaje de Schönhausen

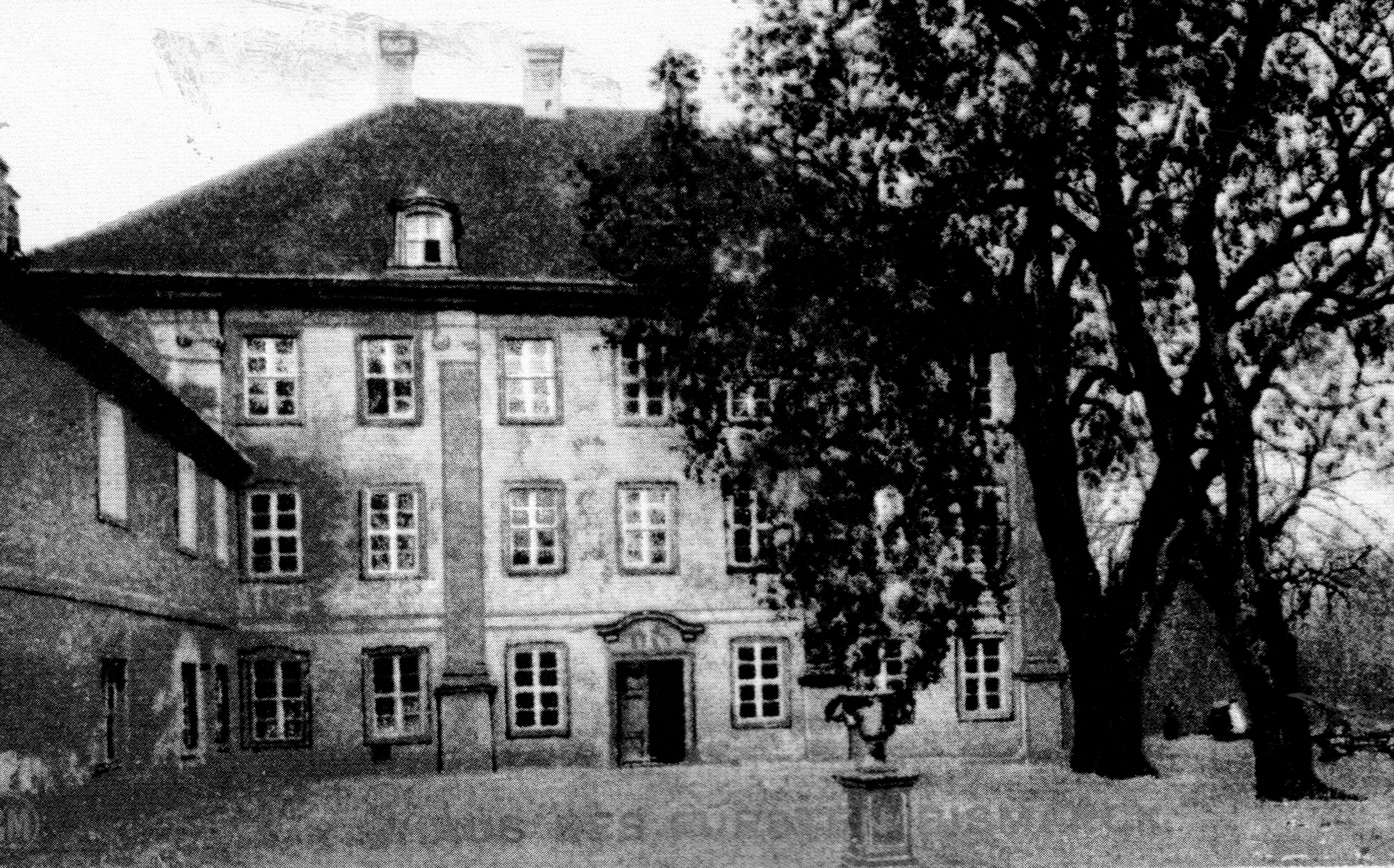
Palacio de Schönhausen I (demolido en 1958)

Escudo de armas de Otto, Príncipe de Bismarck.

- Jkr. Karl Alexander von Bismarck (1727-1797) - casado en 1762 Christiane Charlotte Gottliebe von Schönfeld en Werben
  - Jkr. Ernst Friedrich Alexander von Bismarck (1763-1820)
    - Jkr. Theodor von Bismarck (1790-1873), se casó en 1817 Karoline condesa von Bohlen, progenitor de la rama  Bismarck-Bohlen 

  - Jkr. Friedrich Adolf Ludwig von Bismarck (1766-1830), teniente general prusiano
  - Jkr. Ferdinand von Bismarck (1771-1845), propietario en Schönhausen, casado en 1806 Luise Wilhelmine Mencken
    - Jkr. Bernhard von Bismarck (1810-1893), chambelán prusiano (Kammerherr), miembro del Preußischer Landtag (parlamento prusiano), se casó en 1841 Adelheid Fanninger (muerto 1844) , En segundo lugar en 1848 Malwine von Lettow-Vorbeck
      - Jkr. Philipp von Bismarck (1844-1894)
        - Jkr. Gottfried von Bismarck (1881-1928)
          - Jkr. Klaus von Bismarck (1912-1997)
          - Jkr. Philipp von Bismarck (1913-2006), exmiembro del Bundestag

        - Jkr. Herbert Rudolf von Bismarck (1884-1955)

(Otto von Bismarck Otto, Príncipe von Bismarck, Duque de Lauenburg), 1815-1898, Primer Canciller de Alemania, Fürst von Bismarck 1871
- -     -       - Condesa Marie von Bismarck-Schönhausen (1847-1926)
      - HSH Herbert von Bismarck Herbert, Príncipe von Bismarck (1849-1904)
        - Condesa Hannah Leopoldine Alice von Bismarck-Schönhausen (1893-1971)
        - Condesa Maria Goedela von Bismarck-Schönhausen (1896-1981) ∞ Hermann Graf Keyserling Conde Hermann Keyserling (1880-1946)
          - Conde Manfred Keyserling (1920-2008)
          - Conde Arnold Keyserling (1922-2005), filósofo de renombre

        - HSH Otto Christian Archibald von Bismarck Otto Christian Archibald, Príncipe von Bismarck] (1897-1975), exmiembro del Bundestag
          - HSH Ferdinand von Bismarck Ferdinand, Príncipe von Bismarck (1930-2019)
          - HSH Carl-Eduard Príncipe von Bismarck (Nacido en 1961), exmiembro del Bundestag 
            - Conde Gottfried von Bismarck-Schönhausen (1962-2007)
            - Conde Gregor von Bismarck-Schönhausen (nacido en 1964)
              - Condesa Marina von Bismarck-Schönhausen (nacida en 1986)

            - Condesa Vanessa von Bismarck-Schönhausen (nacida en 1971)
              - Laszlo Weiner (nacido en 2008)
              - Cosmo Weiner (nacido en 2012)

          - Conde Maximiliano von Bismarck-Schönhausen (nacido en 1947)
            - Conde Konstantin von Bismarck-Schönhausen (nacido en 1987)
            - Conde Alexander von Bismarck-Schönhausen (nacido en 1989)

          - Condesa Gunilla von Bismarck-Schönhausen (nacida en 1949)
          - Conde Leopold von Bismarck-Schönhausen (nacido en 1951)

        - Gottfried Graf von Bismarck-Schönhausen (1901-1949), miembro del Reichstag
          - Condesa Vendeline von Bismarck-Schönhausen
          - La condesa Barbara von Bismarck-Schönhausen (1939-1986)
          - Conde Andreas von Bismarck-Schönhausen (1941-2013)
            - Condesa Stephanie von Bismarck-Schönhausen (nacida en 1976) ∞ Barón Karl-Theodor zu Guttenberg (nacido en 1971)

        - Conde Albrecht von Bismarck-Schönhausen (1903-1970) ∞ Mona Strader (1897-1983)

      - Wilhelm von Bismarck (1852-1901)

    - Jkvr. Malwine von Bismarck (1827-1908)

## Galería

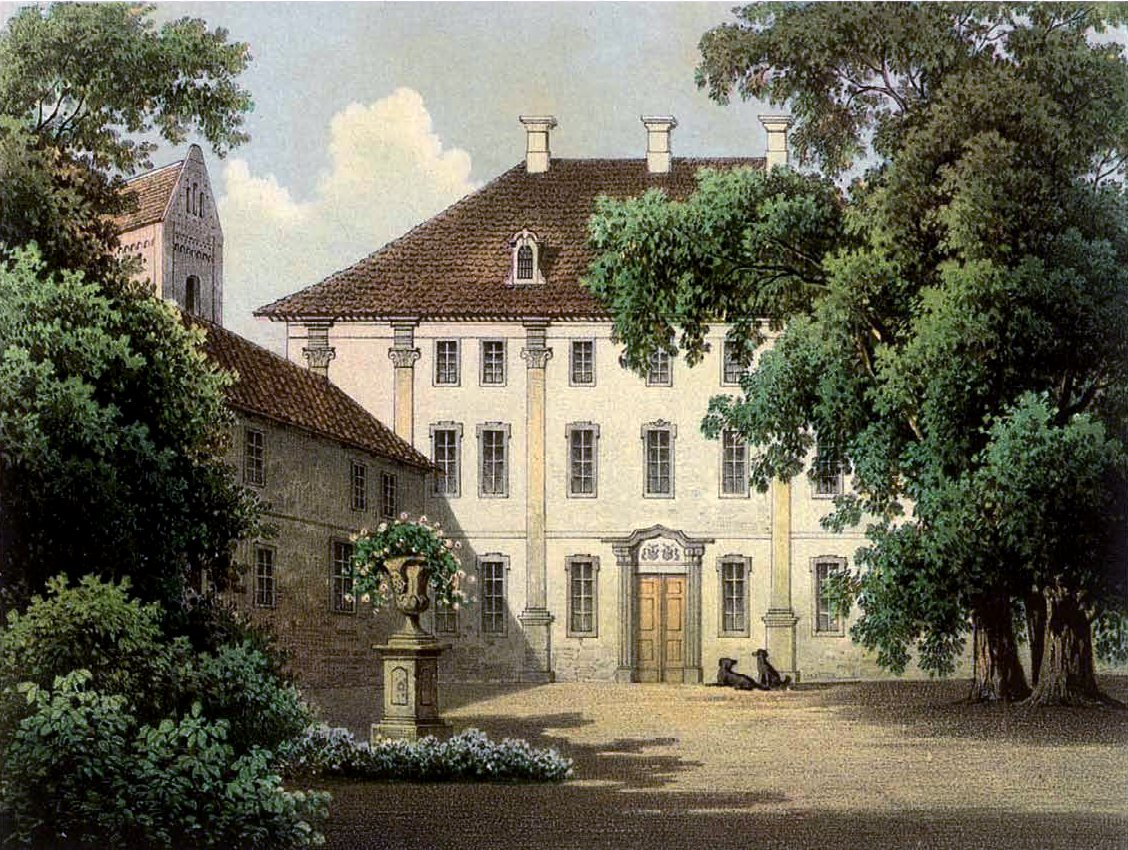
Schönhausen I, Altmark, lugar de nacimiento y hogar paterno de Otto von Bismarck (colección Alexander Duncker)
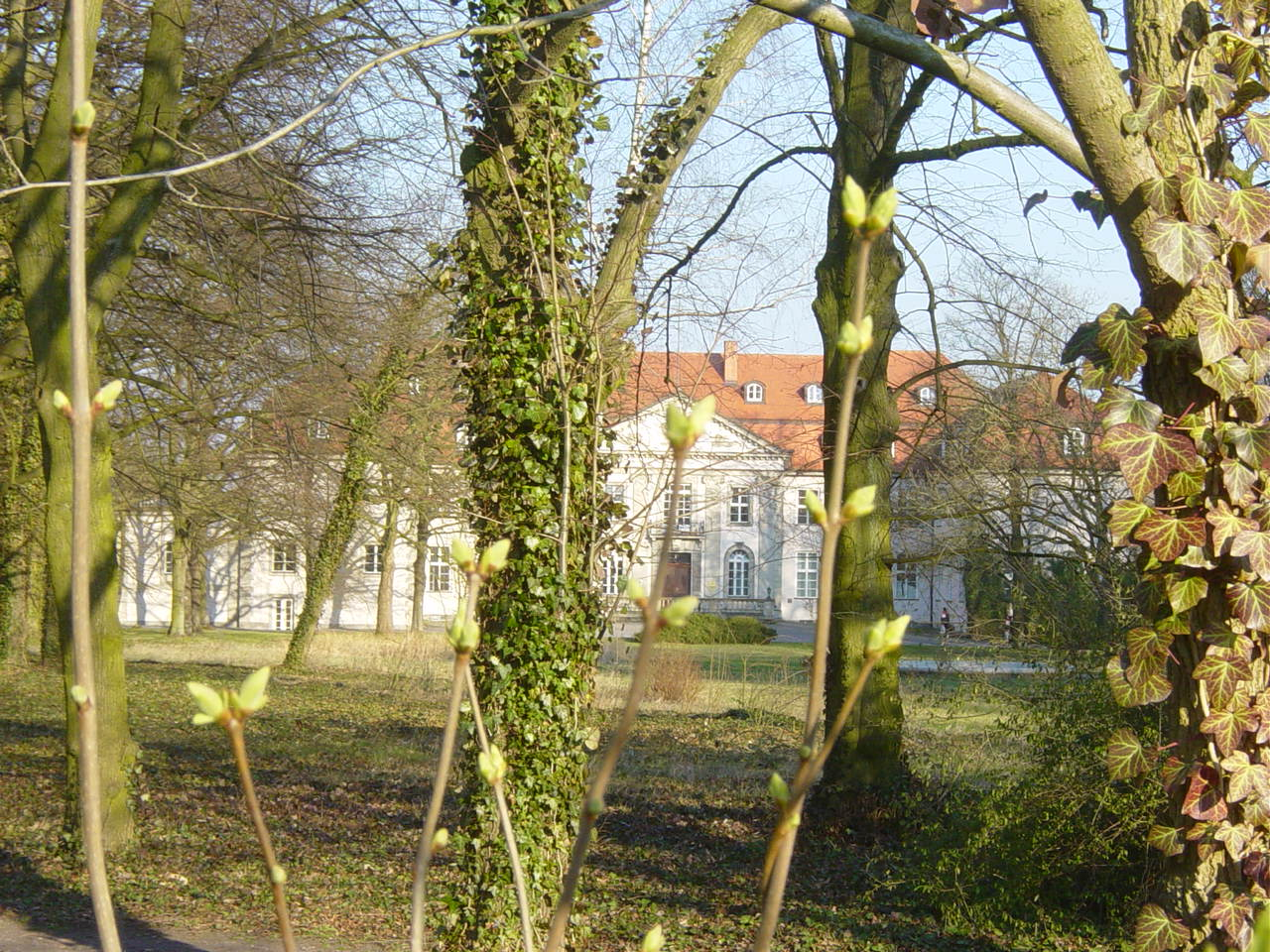
Schönhausen II
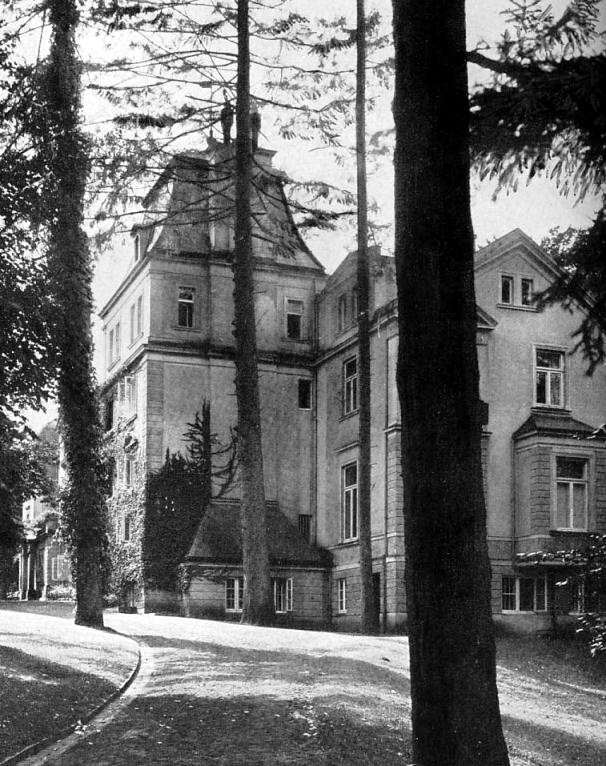
Friedrichsruh, el Antiguo Castillo (destruido en 1945), lugar de muerte de Otto von Bismarck
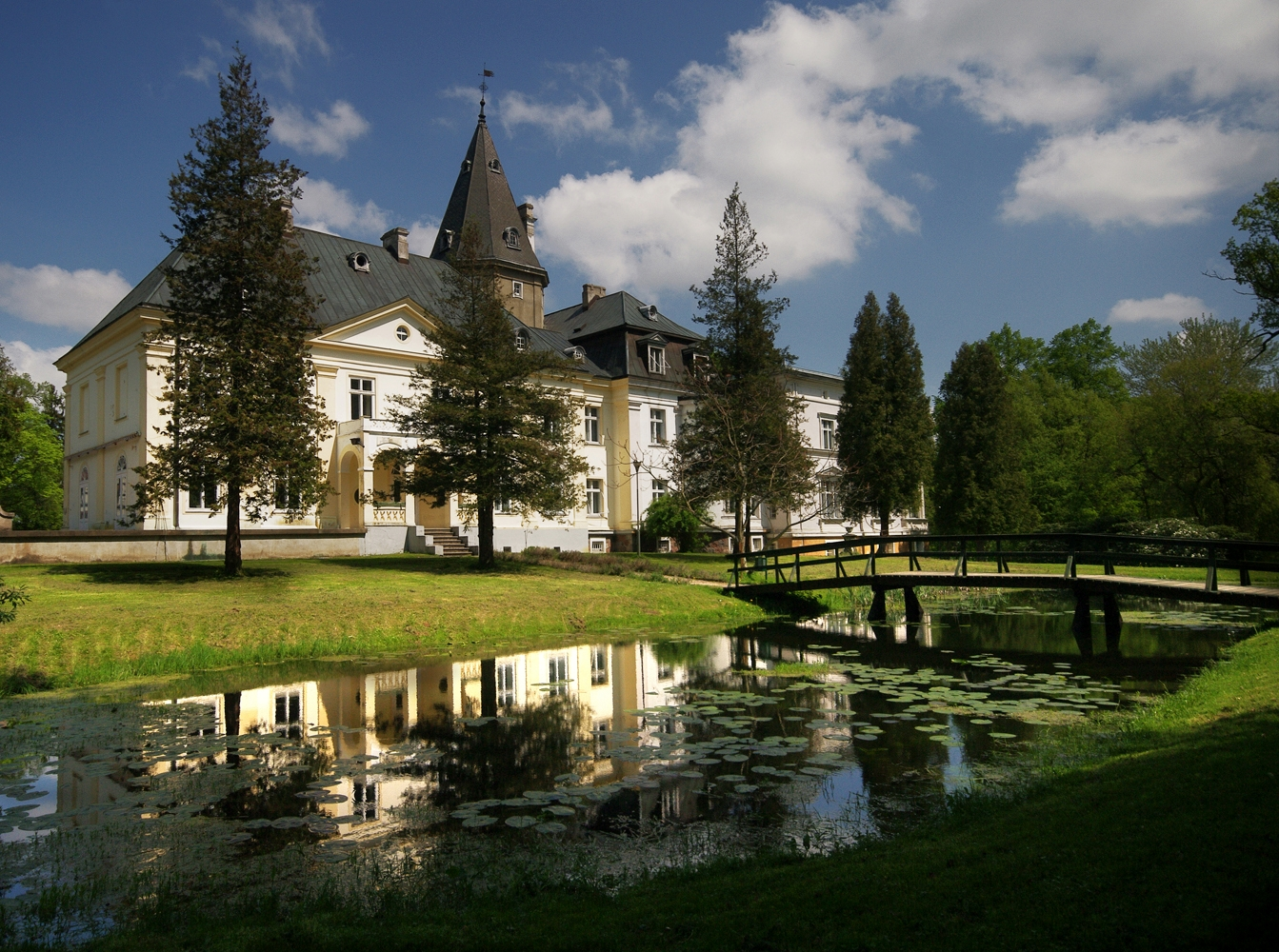
Varzin, Antepomerania, finca de Otto von Bismarck
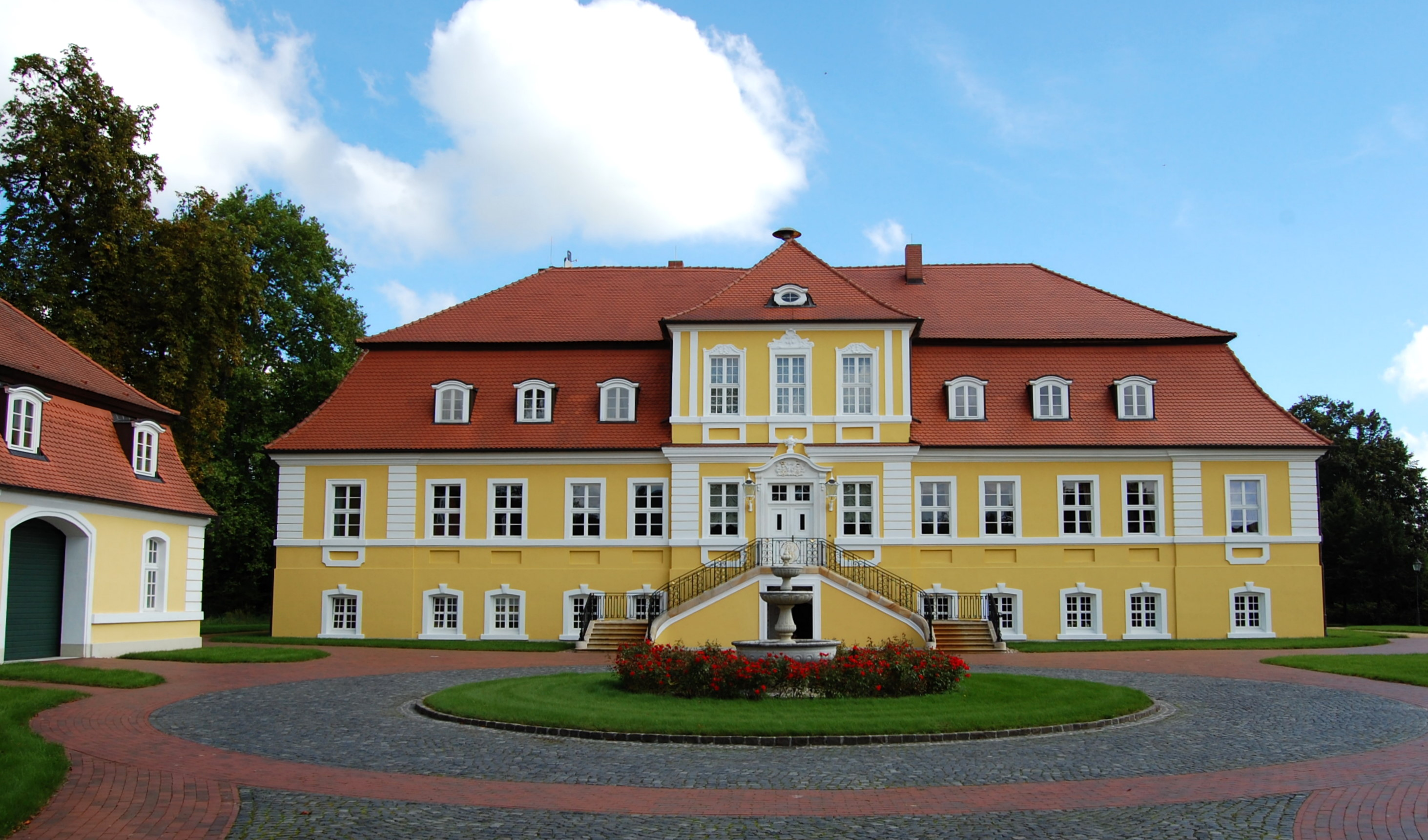
Döbbelin, Altmark (propiedad de la familia desde 1344)
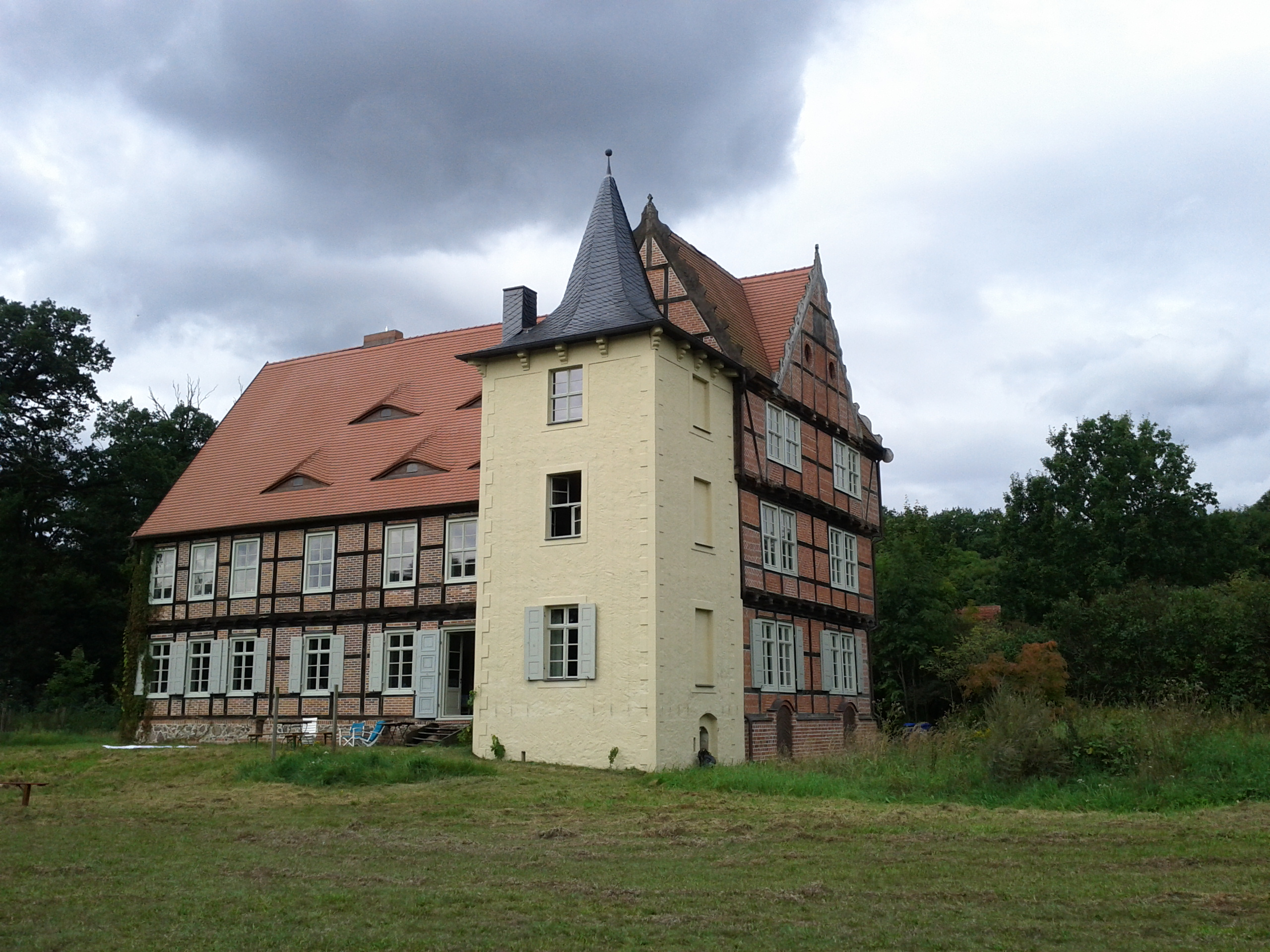
Briest, Altmark (propiedad de la familia desde 1345)